# Csaholc
Csaholc is een plaats (község) en gemeente in het Hongaarse comitaat Szabolcs-Szatmár-Bereg. Csaholc telt 527 inwoners (2001).